# Mrs. Moreaus voszanger
Mrs. Moreaus voszanger (Scepomycter winifredae synoniem Bathmocercus winifredae) is een zangvogel uit de familie Cisticolidae. De vogel werd in 1938 door Reginald Ernest Moreau geldig beschreven en vernoemd naar zijn echtgenote die Winifred heette.

## Verspreiding en leefgebied
Deze soort is endemisch in Tanzania en telt twee ondersoorten.
- S. c. winifredae: Ulugurugebergte (oostelijk Tanzania).
- S. c. rubehoensis: Rubeho- en Ukagurugebergte (oostelijk Tanzania).

## Status
De grootte van de populatie is in 2020 geschat op 330-1000 volwassen vogels. Deze kleine populatie gaat verder achteruit door habitatverlies. Op de Rode lijst van de IUCN heeft deze soort daarom de status gevoelig.